# Rebecca Romijn
Rebecca Alie Romijn-Stamos (/roʊˈmeɪn/ roh-MAYN; tiếng Hà Lan: [roːˈmɛin]; sinh ngày 6 tháng 11 năm 1972) là một nữ diễn viên, người mẫu thời trang Mỹ. Cô chào đời tại Berkeley, California, Mỹ trong một gia đình cha là một nhà sản xuất nội thất, mẹ là giáo viên tiếng Anh cho người nước ngoài tại một Trường Cao đẳng Cộng đồng. Cha cô là người gốc Barneveld, Hà Lan. Còn mẹ là người Mỹ nhưng tổ tiên gốc Hà Lan và Anh.
Romijn bắt đầu theo nghề người mẫu từ năm 1991. Cô xuất hiện trên trang bìa các tạp chí thời trang Elle, Marie Claire phát hành ở Mỹ, Pháp, Tây Ban Nha, Nga, Thủy Điển, Cosmopolitan, Allure, Glamour, GQ, Esquire, và Sports Illustrated phát hành ở Mỹ, Ý, Tây Ban Nha, Đức, Nga, Hy Lạp và Mexico. Cô tham gia nhiều chiến dịch quảng cáo, các buổi trình diễn thời trang.
Romijn bắt đầu có một vai diễn quan trọng trong lĩnh vực điện ảnh từ phim Mystique. Đến nay, cô đã tham gia nhiều phim khác nhau.
Các phim đã tham gia:
| Năm  | Phim                                       | Vai                        | Ghi chú |
| ---- | ------------------------------------------ | -------------------------- | --- |
| 1998 | Dirty Work                                 | Bearded Lady               | |
| 1999 | Austin Powers: The Spy Who Shagged Me      | Herself                    | Uncredited |
| 2000 | X-Men                                      | Raven Darkhölme / Mystique | Blockbuster Entertainment Award for Favorite Supporting Actress – Science Fiction Saturn Award for Best Supporting Actress                                             |
| 2002 | Femme Fatale                               | Laure Ash / Lily           | |
| 2002 | Run Ronnie Run!                            | Herself                    | (As Rebecca Romijn-Stamos) |
| 2002 | Simone                                     | Faith                      | Uncredited |
| 2002 | Rollerball                                 | Aurora                     | Nominated—Razzie Award for Worst Supporting Actress |
| 2003 | X2                                         | Raven Darkhölme / Mystique | Nominated—Teen Choice Award for Choice Movie Liar Nominated—Teen Choice Award for Choice Movie Actress: Action/Drama Nominated—MTV Movie Award for Sexiest She-Villain |
| 2004 | The Punisher                               | Joan                       | |
| 2004 | Godsend                                    | Jessie Duncan              | |
| 2006 | X-Men: The Last Stand                      | Raven Darkhölme / Mystique | |
| 2006 | Man About Town                             | Nina Giamoro               | |
| 2006 | The Alibi                                  | Lola Davis                 | |
| 2008 | Lake City                                  | Jennifer                   | |
| 2010 | The Con Artist                             | Belinda                    | |
| 2011 | Possessing Piper Rose                      | Joanna                     | |
| 2011 | X-Men: First Class                         | Raven Darkhölme / Mystique | Cameo |
| 2012 | Good Deeds                                 | Heidi                      | |
| 2014 | Phantom Halo                               | Ms. Rose                   | |
| 2015 | Larry Gaye: Renegade Male Flight Attendant | Sally                      | |

### Television
| Năm       | Phim truyền hình           | Vai                                   | Ghi chú |
| --------- | -------------------------- | ------------------------------------- | --- |
| 1997      | Friends                    | Cheryl                                | Episode: "The One with the Dirty Girl"                                                                               |
| 1998      | Space Ghost Coast to Coast | Herself                               | Episode: "Chinatown"                                                                                                 |
| 1998–2000 | House of Style             | Herself/Host                          | |
| 1999      | Hefner: Unauthorized       | Kimberly Hefner                       | TV movie |
| 1999–2000 | Just Shoot Me!             | Adrienne Barker                       | 8 episodes |
| 2000      | Jack & Jill                | Paris Everett                         | Episode: "Starstruck"                                                                                                |
| 2002      | MADtv                      | Herself/Host                          | Episode 7.14 |
| 2006      | Pepper Dennis              | Pepper Dennis                         | 13 episodes |
| 2006–2008 | Ugly Betty                 | Alexis Meade                          | 33 episodes Nominated—Screen Actors Guild Award for Outstanding Performance by an Ensemble in a Comedy Series (2008) |
| 2007      | Drawn Together             | Charlotte                             | Episode: "Charlotte's Web of Lies"                                                                                   |
| 2007      | Carpoolers                 | Joannifer                             | |
| 2009–2010 | Eastwick                   | Roxanne Torcoletti                    | 13 episodes |
| 2011–2012 | NTSF:SD:SUV::              | Jessie Nichols                        | |
| 2011      | Special Agent Oso          | Miss Garcia                           | Episode: "Lost and Get Found"                                                                                        |
| 2011      | Chuck                      | CIA Agent Robin Cunnings              | Episode: "Chuck Versus the Curse"                                                                                    |
| 2013      | King & Maxwell             | Private Investigator Michelle Maxwell | Main cast 10 episodes                                                                                                |
| 2014–nay  | Skin Wars                  | Herself                               | Host |
| 2014–nay  | The Librarians             | Eve Baird                             | Main cast 27 episodes                                                                                                |
| 2015      | RuPaul's Drag Race         | Guest Judge                           | Episode: Hello, Kitty Girls!                                                                                         |
| 2015      | Key & Peele                | Pirate Captain                        | Season 5 Episode 1                                                                                                   |
| 2015      | Adventure Time             | Empress Eyes                          | Season 7 Episode 9                                                                                                   |
| 2017      | Love Locks                 | Lindsay Phillips                      | Hallmark movie |